# Haddadus
Haddadus es un género de anuros que pertenece a la familia Craugastoridae. El género tiene 3 especies, cuya distribución se limita a la mata atlántica al este y sureste de Brasil.

## Especies
Según ASW:
- Haddadus aramunha (Cassimiro, Verdade & Rodrigues, 2008)
- Haddadus binotatus (Spix, 1824)
- Haddadus plicifer (Boulenger, 1888)